# Schloss Crassenstein
Schloss Crassenstein ist ein Schloss in Wadersloh-Diestedde im Münsterland.

## Geschichte

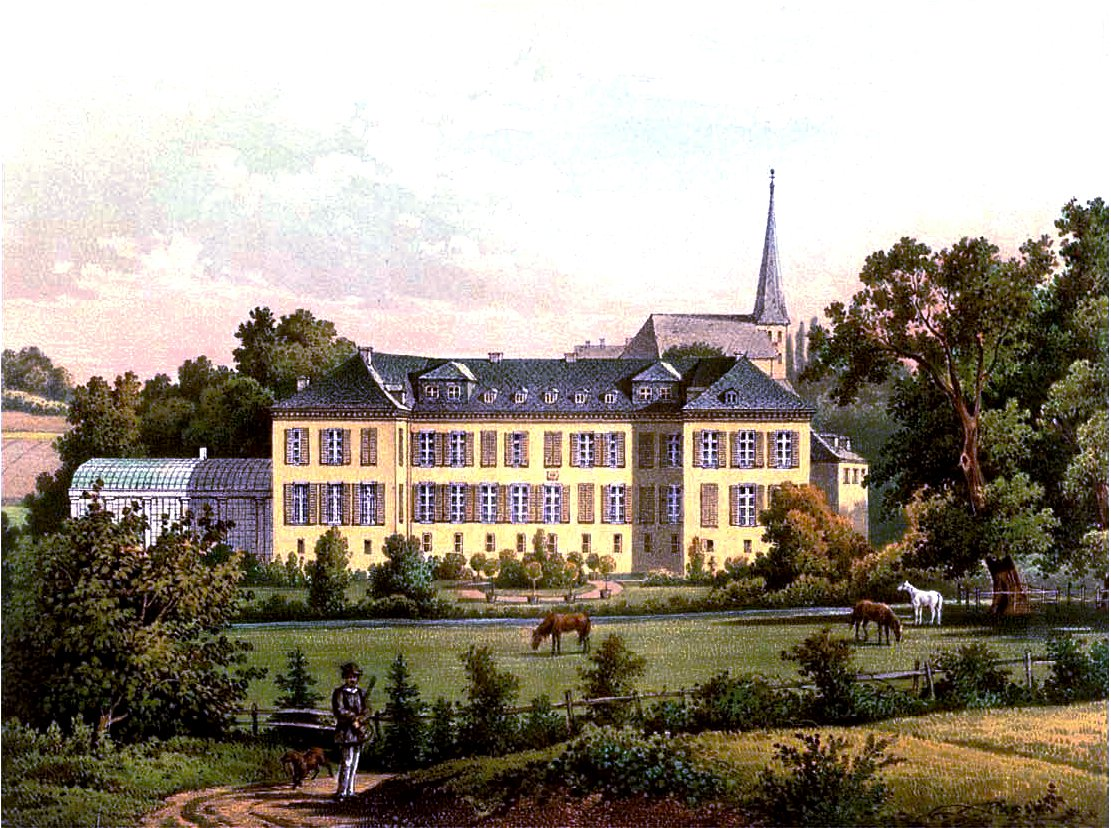
Schloss Crassenstein um 1860, Sammlung Alexander Duncker

Eine Burg wurde im Jahre 1177 erstmals urkundlich erwähnt und gehörte den von Stromberg. 1376 wurde sie vom Münsteraner Bischof Florenz von Wevelinghoven zerstört, da sie im Besitz des aufständischen Burggrafen Johann II. von Stromberg war. 1378 erhielt Johann II. die Burg zurück, sie wurde offenbar wieder aufgebaut.
Sie wurde 1419 an Heinrich III. von Wendt verkauft. Das Uradelsgeschlecht der Wendt war seit dem 13. Jahrhundert in und um Lemgo begütert. Ritter Heinrich I. von Wendt hatte bereits 1330 Agnes, Tochter des Burggrafen Heinrich IV. von Stromberg, geheiratet und war seinerseits Burgmann des Bischofs von Münster auf der Burg Stromberg geworden. Das Geschlecht der Wendt verzweigte sich im 15. Jahrhundert in die Crassensteiner, die Holtfelder und die Steinheimer Linie. 1535 wendete sich die Familie von Wendt zu Crassenstein der Reformation zu. Franz III. von Wendt zu Crassenstein, verheiratet mit Anna von Ketteler zu Neu-Assen und Schulenburg, war vermutlich der Erbauer des jetzigen Schlosses zu Beginn des 17. Jahrhunderts.
1710 starb die Linie der Crassensteiner Wendts aus. Das Erbe ging an Franz Egon II. von Wendt zu Holtfeld, der ebenfalls keine Kinder hinterließ. Franz Arnold von Wendt zu Steinheim wurde der Erbe aller drei Linien. Sein Sohn Friedrich Wilhelm Freiherr von Wendt zu Holtfeld, Herr zu Hardenberg, Horst, Crassenstein, Heege, Bökenförde, Altendorff etc. verlegte 1808 den Hauptsitz der Familie nach Crassenstein und ließ von 1840 bis 1845 das Schloss Crassenstein im klassizistischen Stil umbauen. Später fielen die Güter den Grafen von Marchant und Ansembourg zu, die sie nach und nach veräußerten.
1951 richtete der Erzieher Bernhard Hürfeld im Schloss ein Realschulinternat ein. 2016 wurde das Schloss von der Schloss Crassenstein GmbH gekauft, die beabsichtigte, ebenfalls ein Internat zu betreiben. Zum Schuljahr 2018/2019 wurde der Schulbetrieb aufgenommen; bereits 2023 jedoch wieder eingestellt. 2025 wurde das Schloß zum Kauf angeboten.

## Beschreibung
Das Schloss ist von einem doppelten Graben umgeben. Ein dritter Graben umschließt den Garten. Obwohl wahrscheinlich als Vierflügelanlage geplant, besteht das Schloss nur aus einem Hauptgebäude mit seitlichen Pavillonbauten und zwei halben Seitenflügeln. Am Eingang zur Hauptinsel stehen zwei Pavillons. Innerhalb des Wassergrabens liegen auch Gartenhäuser und Wirtschaftsgebäude.